# Priorato de Thetford

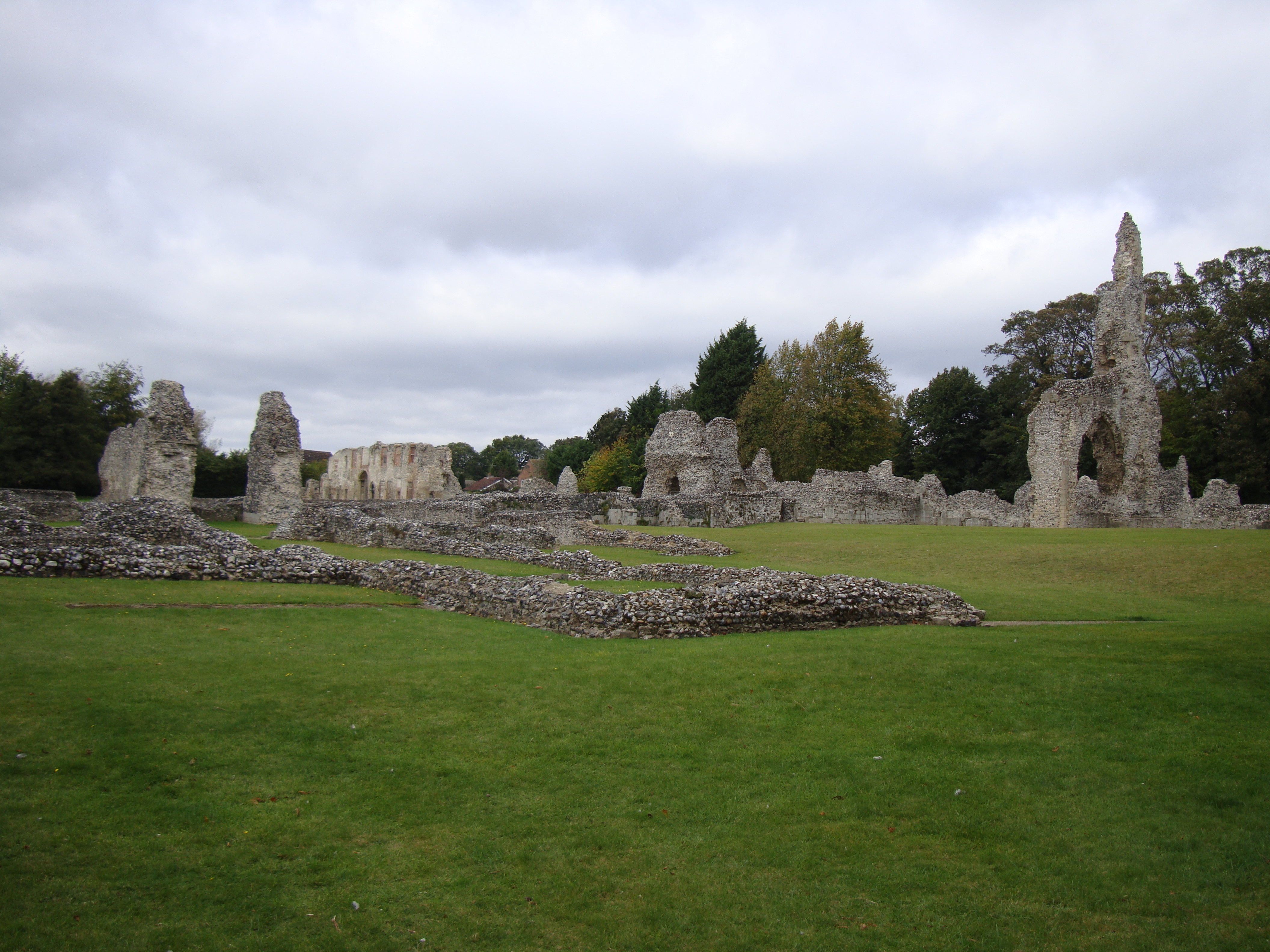
Las Ruinas del Priorato de Thetford

El Priorato de Thetford es una casa monástica cluniacense en Thetford, Norfolk, Inglaterra.

## Fundación e historia
Uno de los monasterios más importantes de East Anglia, Thetford Priory fue fundado en 1103 por Roger Bigod de Norfolk, en lugar de un voto de peregrinaje a Tierra Santa. La iglesia catedral abandonada de los obispos de East Anglian, en el lado de Suffolk del río Little Ouse , fue seleccionada en un principio como la iglesia del nuevo priorato, dedicada a la Santísima Virgen. Se erigió un claustro o celdas de madera para el alojamiento de los monjes, y los benedictinos del Priorato de St Pancras en Lewes llegaron en 1104. [1]
Tres años más tarde, un nuevo prior se dio cuenta de que el sitio monástico, rodeado por las casas de los burgueses, estaba inconvenientemente abarrotado, sin espacio para una casa de huéspedes. Bigod luego les dio un sitio agradable y abierto al otro lado del río en el condado de Norfolk. Los monjes se trasladaron a sus nuevas instalaciones el día de San Martín de 1114. [1]
En el siglo XIII, se dice que la Virgen María se apareció en una visión a los lugareños solicitando la adición al sitio de una Lady Chapel . Durante su construcción, se descubrió que una antigua estatua de ella de su antiguo sitio tenía un hueco en la cabeza que ocultaba reliquias de santos y se convirtió en un imán para los peregrinos. En una visita de 1390, los visitantes de Cluni encontraron que había entonces veintidós monjes; seis misas diarias, tres de las cuales cantadas; y esa décima parte del pan estaba reservada para distribuirla a los pobres. Los visitantes encontraron que todas las obligaciones monásticas según la regla de Cluni fueron debidamente observadas. [1]
Durante la época de la disolución de los monasterios , los alcaldes y ciudadanos de Thetford presentaron una queja formal a Thomas Cromwell en 1539, argumentando que muchos de los habitantes de la ciudad caerían en la pobreza extrema porque su sustento dependía de los peregrinos que visitaban el priorato. Enrique VIII rechazó un plan propuesto por Thomas Howard, tercer duque de Norfolk para convertir el priorato en una iglesia colegiada . El decano sería el prior William, y los seis prebendados y los ocho canónigos seglares serían los monjes de la antigua casa. Thetford Priory se cerró en 1540 y pasó a manos del duque de Norfolk.

## Descripción
Albergaba las tumbas de los miembros de la poderosa familia Howard (familia), de Henry Fitzroy, hijo ilegítimo del rey Enrique VIII, y de otros funcionarios de la Dinastía Tudor tempranas. Incluso esto no pudo salvar al Priorato de la Disolución de los monasterios y, en su cierre en 1540 (fue uno de los últimos prioratos en disolverse), las tumbas de los Howard fueron trasladadas a la Iglesia de San Miguel Arcángel (Framlingham).
Uno de los tantos sucesos que marcaron la historia del conjunto monástico giró en torno a quien fuera uno de sus grandes benefactores: Thomas Howard, II duque de Norfolk. Luego de que Howard falleciera en su Castillo ducal en Framlingham el 21 de mayo de 1524, sus exequias tuvieron lugar el 22 de junio en el Priorato. Según la leyenda fueron 'espectaculares y enormemente caras, costando en torno a 1.300 libras, incluyendo una procesión de 400 encapuchados portando antorchas y un elaborado palio con 100 efigies de cera y 700 velas', según correspondía al más rico y poderoso par de Inglaterra.
Sus ruinas (incluyendo las paredes inferiores de la iglesia y el claustro, además de la impresionante carcasa de alojamiento a los priores, así como, alcanzado por un camino desde el sitio principal, una puerta de entrada casi completa del siglo XIV) están abiertas al público. El convento y la puerta de entrada son grado I de conservación. Las ruinas del Priorato supuestamente están embrujadas y fueron objeto de un episodio de la serie de televisión Ghosthunters.
La Iglesia del Santo Sepulcro, otro antiguo edificio del conjunto monástico se encuentra 300 metros al sur.
Actualmente las ruinas se encuentran abiertas al público bajo la protección y administración del English Heritage.
- Datos: Q7783570
- Multimedia: Thetford Priory ruins / Q7783570